# Джокер (карта)

Джокер

Джокер (англ. joker, букв. «Блазень») — спеціальна гральна карта, котру можна знайти в більшості сучасних колодах гральних карт, яка складаються з 54 карт.
Також Джокер — додаткова фішка для гри в маджонг. Вона була введена в правилах гри в карти, що використовуються в США і Європі, роль цієї фішки в грі приблизно відповідає ролі карткового джокера в картярських іграх.

## Зовнішній вигляд
Найчастіше Джокера зображують у вигляді блазня. Зазвичай в колоді є дві карти Джокера, які помітно відрізняються один від одного. Наприклад в деяких[яких?] колодах один з джокерів позначений зірочкою. Так само, бувають колоди, де один з джокерів виконаний у кольорі, в той час як інший чорно-білий.

## Використання в картярських іграх
Роль Джокера в карткових іграх різна. Переважно Джокер є шаленою картою, тобто може слугувати заміною будь-якій карті. Кольоровий зазвичай цінується більше, ніж чорно-білий. Буває також, що кольоровий Джокер може заміняти будь-яку карту Чирв або Бубен, у той час як чорно-білий — Пік або Треф. Але бувають і винятки. Наприклад, в покері може бути дозволено замінювати ним лише Туз або карту, необхідну для завершення «Флеша» або «Стрейта». У деяких варіантах покеру можливо застосувати Джокера, щоб отримати так звані «П'ять Однакових» або іноді просто «Покер», тобто «Каре» в якій Джокер грає роль п'ятої карти. Приклад: Т ♥ Т ♦  Т ♣ Т ♠ і Джокер. «П'ять Однакових» цінується навіть вище, ніж «Роял-флеш».